# Centaurea demetrii
Centaurea demetrii — вид квіткових рослин айстрових (Asteraceae). Ендемік Північного Кавказу.